# Thymelicus hamza
Thymelicus hamza is een vlinder uit de familie van de dikkopjes (Hesperiidae). De wetenschappelijke naam van de soort is voor het eerst geldig gepubliceerd in 1876 door Oberthür. T. hamza vindt zijn verspreidingsgebied in Noord-Afrika en van Anatolië tot aan Turkestan.